# Критичар
Реч критичар потиче од грчке речи κριτικός (kritikós) – онај који уочава ствари, а која и сама потиче од старогрчког κριτής (krités), у значењу особе која нуди разуман суд или анализу, ваљани суд, тумачење или примедбу. Израз се може употребити да би се описала особа која се слаже са нечим или је против нечега што се критикује.
Модерни критичари укључују професионалце или аматере који редовно процењују или описују перформансе или радове сликара, музичара, научника, глумаца и углавном своје критике периодично објављују. Постоји огроман број критичара на разним пољима, укључујући уметничке, музичке, позоришне, књижевне и научне критичаре.